# تازه‌کند گلوزان
تازه‌کند گلوزان روستایی است که در استان اردبیل، شهرستان خلخال، بخش شاهرود، دهستان شال قرار دارد.
بقعه امام زاده محمد علی (ع) از نوادگان امام جعفر صادق در این روستا واقع شده است. که همه ساله در ماه محرم مسافران زیادی به این مکان مشرف می شوند.
برخی از جاذبه های طبیعی این منطقه چشمه های زیادی است که در سرتاسر این روستا بصورت پراکنده وجود دارد ،
چشمه هایی مثل پریشان ،نویلی و ودان و ...

همچنین یکی از مناطق مورد توجه گردشگران مسجد قدیمی این روستا بنام (اوجاق)  در محل روستای قدیمی،(به زبان محلی)جیرَ گلوزان، واقع شده است.

## جمعیت
بر اساس سرشماری سال ۱۳۸۵ جمعیت این روستا ۲۰۱ نفر با ۴۸ خانوار بوده‌است.